# 慕容曄
慕容 曄（ぼよう よう、生年不詳 - 元璽5年7月12日（356年8月24日））は、五胡十六国時代の前燕の人物。字は景先。昌黎郡棘城県の出身。前燕の皇帝慕容儁の長男。皇太子に立てられ、将来を嘱望されたが早逝した。

## 生涯
燕王慕容儁から世子に立てられた。
永和6年（350年）2月、慕容儁は後趙への侵攻を決断、内史劉斌を大司農に任じ、典書令皇甫真とともに慕容曄に龍城の留守を任せた。
元璽2年（353年）2月、慕容儁が皇帝に即位したことに伴い、皇太子に立てられて、龍城から薊城に遷った。
元璽5年（356年）7月、亡くなった。献懐太子と諡された。

## 人物・逸話
光寿3年（359年）2月、慕容儁は群臣を蒲池に集めて宴を催した。慕容儁が涙を流して、群臣に慕容曄の評について問うと、司徒左長史李績が「太子（慕容曄）は大徳が八つありました。至孝は天より授かり、性質は道理に適っていました。これが一つ。聡敏かつ慧悟であり、機思は流れるようでした。これが二つ。沈毅で決断が早く、その理に暗いものはありませんでした。これが三つ。諛言を嫌い、直言を好んでいました。これが四つ。学問や賢人を愛し、目下の者に問うことを恥じることはありませんでした。これが五つ。その姿は古の英雄より勝り、才芸は時代を超越していました。これが六つ。襟を正して謙虚に師の教えを尊んでいました。これが七つ。財を惜しまず施しを好み、民衆の苦しみに寄り添っていました。これが太子の八つの大徳です」と評した。慕容儁はこれを聞き、慕容曄が存命であれば、死んでも憂う事はなかったと嘆いた。

## 家系

### 父
- 慕容儁 - 字は宣英

### 兄弟
- 慕容臧 - 庶長子
- 慕容暐 - 字は景茂
- 慕容亮 - 字は永興
- 慕容温
- 慕容渉
- 慕容泓
- 慕容沖

### 姉妹
- 清河公主